# Yucatáns flagga

Yucatáns flagga.

Yucatáns flagga är den mexikanska delstaten Yucatáns flagga som antogs 2023, har tre ränder (grön, vit och röd) och fem vita stjärnor.
Republikens grundlag från 1841 var en av de modernaste i sin tid och reglerade bland annat religionsfrihet för alla medborgare och långtgående rättigheter för republikens indiska befolkning var första gången när Yucatáns flagga användes.
Det är för närvarande en symbol för enheten, som efter 182 år togs upp av de statliga myndigheterna, den 21 augusti 2023 i statens huvudstad, detta härrörde från en reform av konstitutionen för Förenta Mexikanska staterna i denna fråga om statliga symboler.

## Färger

Yucatáns flagga.

| Färgschema  | Grön | Grön         | Vit | Vit         | Röd | Röd        |
| ----------- | ---- | ------------ | --- | ----------- | --- | ---------- |
| Pantone     |      | 3425c        |     | Safe        |     | 186c       |
| RGB         |      | 0-104-71     |     | 255-255-255 |     | 206-17-38  |
| CMYK        |      | 100-34-93-30 |     | 0-0-0-0     |     | 0-92-82-19 |
| HTML-färger |      | 006847       |     | FFFFFF      |     | CE1126     |